# Departamento de Concepción de la Sierra
Departamento de Concepción de la Sierra är en kommun i Argentina.   Den ligger i provinsen Misiones, i den nordöstra delen av landet, 800 km norr om huvudstaden Buenos Aires. Antalet invånare är 9 510.
I omgivningarna runt Departamento de Concepción de la Sierra växer i huvudsak städsegrön lövskog. Runt Departamento de Concepción de la Sierra är det glesbefolkat, med 14 invånare per kvadratkilometer.